# Saint-Julien-en-Quint
Saint-Julien-en-Quint település Franciaországban, Drôme megyében. Lakosainak száma 163 fő (2022. január 1.). Saint-Julien-en-Quint Bouvante, Eygluy-Escoulin, Marignac-en-Diois, Omblèze, Saint-Andéol és Vassieux-en-Vercors községekkel határos.

## Népesség
A település népessége az elmúlt években az alábbi módon változott:
| Lakosok száma | 194  | 144  | 162  | 132  | 159  | 157  | 153  | 150  | 148  | 163  |
|               | 1968 | 1982 | 1990 | 2006 | 2013 | 2015 | 2017 | 2019 | 2020 | 2022 |